# 普林斯頓梅多斯 (新澤西州)
普林斯頓梅多斯（英語：Princeton Meadows）是位於美國新澤西州米德爾塞克斯縣的普查規定居民點。

## 人口
根據2020年美國人口普查的數據，普林斯頓梅多斯的面積為6.71平方千米，當中陸地面積為6.60平方千米，而水域面積為0.11平方千米。當地共有人口14776人，而人口密度為每平方千米2,202.09人。